# Dante 01
Pour les articles homonymes, voir Dante (homonymie).
Pour plus de détails, voir Fiche technique et Distribution.
Dante 01 est un film français co-écrit et réalisé par Marc Caro, sorti en 2008.

## Synopsis
Dans un futur lointain, en orbite autour de la planète Dante, une nouvelle biologiste et un nouveau prisonnier arrivent dans une station psychiatrique des plus sécurisés, plus précisément dans l'unité Dante 01, où sont incarcérés les plus dangereux criminels des mondes environnants, qui servent de cobayes lors d'expériences sur le cerveau. Cependant, une résistance au système se met en place autour de César, un psychopathe. Mais Saint-Georges, un survivant étrange et possédé par des démons qu'il apprendra à maîtriser, remet en cause son autorité. En apprenant à se servir de son pouvoir, il transforme la planète de feu qu'est Dante en une planète bleue hospitalière.

## Fiche technique
Sauf indication contraire, les informations mentionnées dans cette section peuvent être confirmées par la base de données cinématographiques Unifrance,  présente dans la section « Liens externes ».
- Titre original : Dante 01
- Titres provisoires : Saint-Georges, Dante XXI[1],[2]
- Réalisation : Marc Caro
- Scénario : Marc Caro et Pierre Bordage
- Musique : Raphaël Elig et Éric Wenger
- Décors : Bertrand Seitz
- Costumes : Chattoune
- Photographie : Jean Poisson
- Montage : Linda Attab
- Production : Richard Grandpierre
- Sociétés de production : Eskwad, en association avec la SOFICA Cinémage 1
- Sociétés de distribution : Wild Bunch (France) ; Frenetic Films (Suisse romande)
- Budget : 8 millions d'euros[réf. nécessaire]
- Pays de production :  France
- Langue originale : français
- Genre : thriller de science-fiction
- Durée : 88 minutes
- Format : couleur - 2.35:1 - 35 mm - Dolby SRD
- Dates de sortie :
  - France : 2 janvier 2008
  - Suisse romande : 3 janvier 2008
  - Belgique : 9 janvier 2008

## Distribution
- Lambert Wilson : Saint-Georges
- Linh Dan Pham : Elisa
- Simona Maicanescu : Perséphone
- Dominique Pinon : César
- Bruno Lochet : Bouddha
- François Levantal : Lazare
- Gérald Laroche : Charon
- François Hadji-Lazaro : Moloch
- Lotfi Yahya-Jedidi : Raspoutine
- Yann Collette : Attila
- Dominique Bettenfeld : BR
- Antonin Maurel : CR

## Production
Le tournage a lieu, entre mai et juillet 2006, au SFP Studio à Bry-sur-Marne.

### Documentation
- Dossier de presse Dante 01